# 8395 Rembaut
8395 Rembaut è un asteroide della fascia principale. Scoperto nel 1993, presenta un'orbita caratterizzata da un semiasse maggiore pari a 2,2358030 UA e da un'eccentricità di 0,0961068, inclinata di 1,88111° rispetto all'eclittica.